# Мировой парень
«Мировой парень» — советский остросюжетный художественный фильм 1971 года, снятый режиссёром Юрием Дубровиным на киностудии «Беларусьфильм».
В фильме впервые прозвучала, ставшая популярной, песня Вениамина Баснера «Берёзовый сок» в исполнении белорусского ансамбля «Песняры».

## Сюжет
Действие картины происходит в южной горной стране Нуобария (название вымышленное). По сценарию, некая фирма «Герат» желает приобрести лучшие грузовики, среди возможных вариантов рассматривается советский автомобиль МАЗ-516.
Молодого специалиста Минского автозавода Виктора Логинова впервые отправляют в длительную зарубежную служебную командировку автомехаником с целью демонстрации преимуществ советского грузового автомобиля МАЗ перед иностранными конкурентами. Потенциальный заказчик, фирма «Герат», в одной из арабских стран для этого в рамках тендера устраивает специальные гонки с препятствиями, которые должны преодолеть участвующие в состязании грузовые автомобили. Трасса гонок трудная и опасная, её маршрут пролегает через горы. Главный профессиональный водитель советской команды — Отар — внезапно заболевает, и Виктор вынужден выступать вместо него.
Главный герой с честью выходит из сложившейся трудной ситуации, несмотря на препятствия, чинимые иностранными конкурентами.

## В ролях
- Николай Олялин — Виктор Логинов, инженер и технический представитель МАЗа
- Любовь Румянцева — Делия Уэйд, переводчица Виктора
- Янис Грантиньш — Паркер Дэн, американский гонщик
- Гарий Лиепиньш — Дарлингтон, английский гонщик
- Рейно Арен — Хонер Ральф, западногерманский гонщик
- Гурген Тонунц — Отар, заболевший советский гонщик
- Валентина Сперантова — Дороти Паркер, жена Дэна Паркера
- Мухтар Маниев — Кадорези, итальянский гонщик
- Владимир Кулешов — Снайкер, помощник главы конкурирующей фирмы
- Николай Ерёменко — Калинкович Филипп Казимирович, руководитель советского торгпредства
- Александр Смирнов — Малишевский Борис Михайлович, советник советского торгпредства
- Самир Шахин — Ахмед, гонщик
- Александр Федорович — Бихар Эль Сади, судья, сопровождающий Логинова
- Нина Забродина — Логинова, жена Виктора
- Анна Дубровина — Леся
- Феликс Эйнас — Макаффи, глава конкурирующей фирмы
- Владимир Орлов — Дуглас
- Владимир Русак
- В. Ермишкин
- Е. Гедранович
- Улдис Лиелдиджс — Эмилио Дель Рио, гонщик-дублёр, в титрах не указан

## Съёмочная группа
- Сценарий Тихона Непомнящего
- Постановка Юрия Дубровина
- Главный оператор — Виталий Николаев
- Художник-постановщик — Евгений Ганкин
- Композитор — Вениамин Баснер
- Текст песен Михаила Матусовского
- Звукооператор — К. Бакк
- Режиссёр — Георгий Лапето
- Оператор — Леонид Пекарский
- Художник по костюмам — А. Кавецкая
- Художник-гримёр — С. Михлина
- Монтаж — Л. Кузьмич
- Ассистенты:

режиссёра — Л. Котина, Г. Комарова
оператора — В. Алакин, Е. Пекарская
художника — В. Матросов, И. Мусатова
художника по костюмам — С. Цвилик
- Консультант — директор Минского автозавода Иван Дёмин
- Редактор — С. Поляков
- Вокально-инструментальный ансамбль «Песняры»

Художественный руководитель — Владимир Мулявин
- Директор картины — В. Поршнев

## Съёмки
Отдельные натурные съёмки фильма проводились в Афганистане.
Автомобиль, на котором выступает Логинов — МАЗ-516 с колёсной формулой 6х2 и поднимающейся задней неведущей осью.
Все представленные в фильме автомобильные марки, кроме МАЗ-516 — выдуманные, но сами грузовики настоящие (с частичным изменением экстерьера), большинство — иностранного производства. Все четыре иностранных автомобиля были в своё время закуплены Минским автозаводом для изучения зарубежного опыта. Соответствие реальных марок и выполняемых ими ролей приведены в таблице ниже.
| Марка (страна) по сценарию | Марка (страна) реальная   |
| -------------------------- | ------------------------- |
| Moritt (США)               | Unic ZU 120 (Франция)     |
| Woodstock (Великобритания) | Mercedes-Benz LS322 (ФРГ) |
| Olimpic (ФРГ)              | FIAT 682N (Италия)        |
| Skowigen (Италия)          | МАЗ-500 (СССР)            |
| Scherwese (Франция)        | DAF AT1900DS (Голландия)  |

При этом DAF AT1900DS был единственным из снимавшихся автомобилей, который имел аналогичные с МАЗ-516 характеристики

## Отзывы
Вероятно, самое привлекательное в «мировом парне» то, что он очень прост, естественен, он такой, как все, как многие молодые парни, живущие с нами рядом. В фильме, поставленном режиссёром Ю. Дубровиным по сценарию Т. Непомнящего, в первых же кадрах главный герой Виктор Логинов (Н. Олялин) представлен именно таким — рядовой инженер Минского автозавода, выпускающего всемирно известные сверхмощные грузовики.

И вот Виктору приходится внезапно лететь за границу, в некую тропическую страну Нуобарию, чтобы показать возможности наших машин, проконсультировать покупателей. С этого, как во всяком приключенческом фильме, начинается резкий поворот судьбы. Не только минские тяжеловозы прибыли в Нуобарию — свои машины предлагает и ряд фирм из капиталистических стран. Решено устроить многодневные гонки по крайне трудным горным дорогам, чтобы испытать прочность и выносливость машин. Перед самым стартом заболел наш гонщик Отар, и за руль приходится сесть неопытному в этом деле Виктору. В фильме и рассказана история этих гонок. Не говоря уже о том, что самые гонки представляют большой спортивным интерес — вокруг них развёртывается яростная, беспощадная борьба корыстных конкурентов. Гонщики, фирмачи разных стран, обыкновенные гангстеры, наёмные убийцы, работающие на богатых хозяев, наконец, подкупленная красавица-переводчица — все стараются помешать успеху неопытного гонщика и нашей машины. В этих сверхсложных условиях и проявляются типические, я бы сказал, советские свойства характера Виктора Логинова. Выросший и воспитанный в нашей стране, он не знает, что такое конкуренция, возведённая в ранг главнейшего стимула жизни, что такое на всё способная корысть, страсть к обогащению, всегда смертельная борьба за деньги — только бы выжить, только бы не оказаться за бортом! Совершенно не искушённый, не умеющий различать подлого коварства под маской дружелюбия, предательства, ставшего нормой любого соревнования, и всех прочих язв мира «свободного предпринимательства», Виктор вначале становится в тупик. Но постепенно перед ним открывается истинная подоплёка происходящего. Кажется, сам капитал, «его препохабие», бросил против нашего парня весь арсенал свинцовых мерзостей, однако зоркий глаз Виктора увидел людей, достойных, скромных, незаметных героев смертельно опасного ремесла гонщиков, и сердце его вступило в дружеский контакт с ними. И даже сердце коварной переводчицы дрогнуло перед мужеством и простотой Виктора.

В конце концов побеждают не предательство и корысть, а верность долгу, любовь к родине — прославленная во всём мире, а опасности удесятеряют его силы, его духовную мощь.
— Василий Сухаревич. «Спутник кинозрителя», июнь, 1972 год.